# Şemsi-Pascha-Moschee

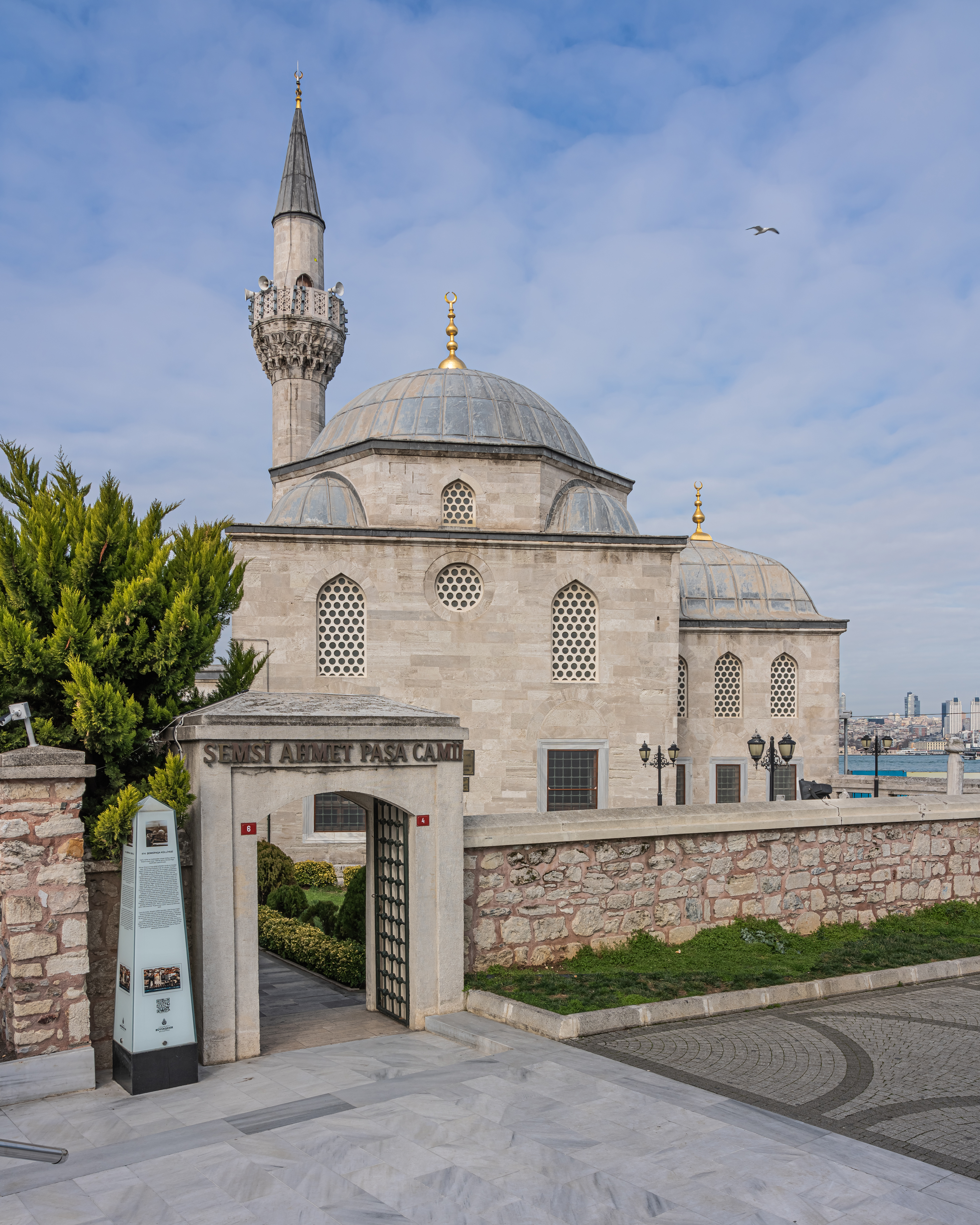
Şemsi-Pascha-Moschee

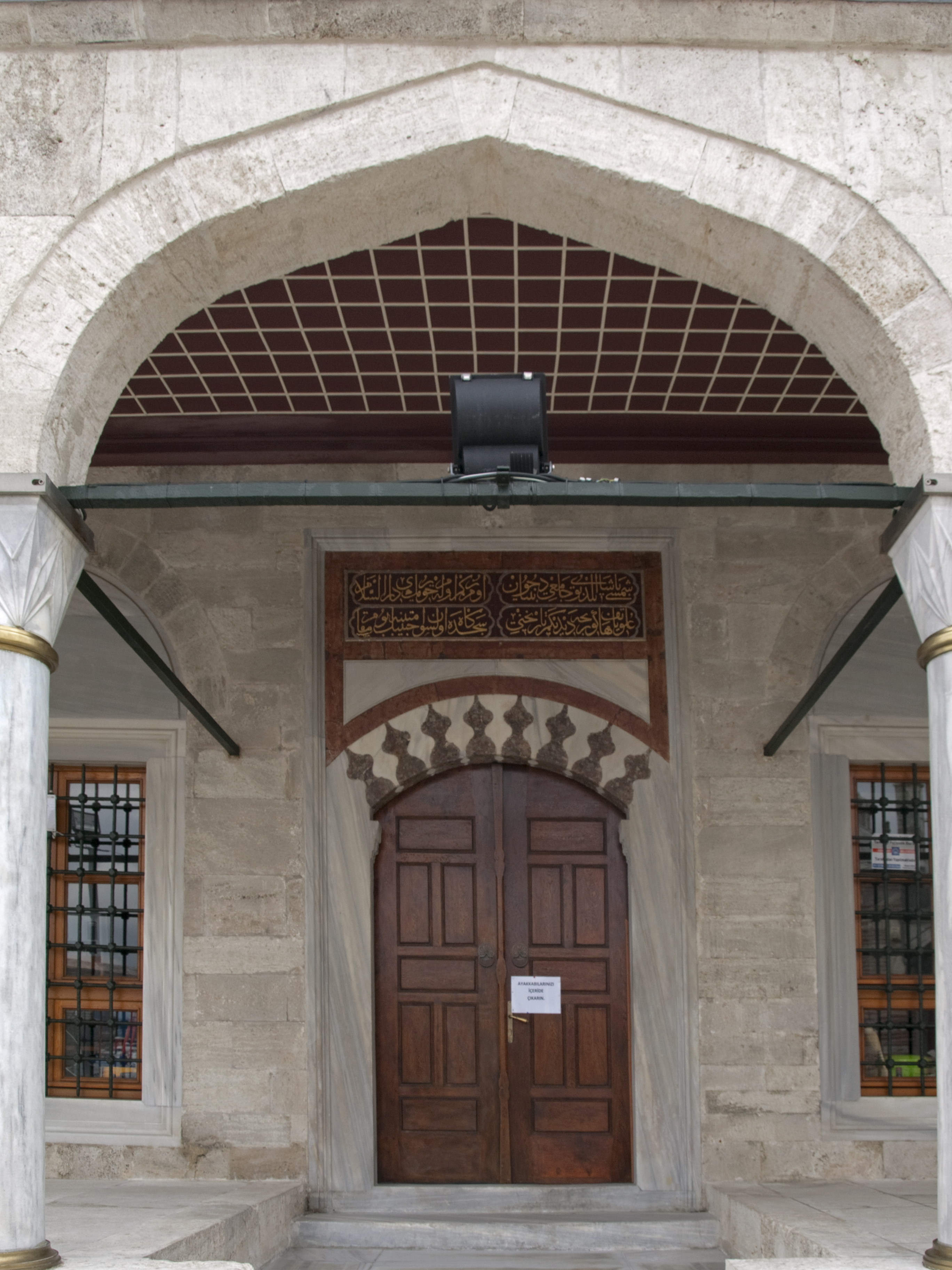
Das Eingangsportal der Moschee

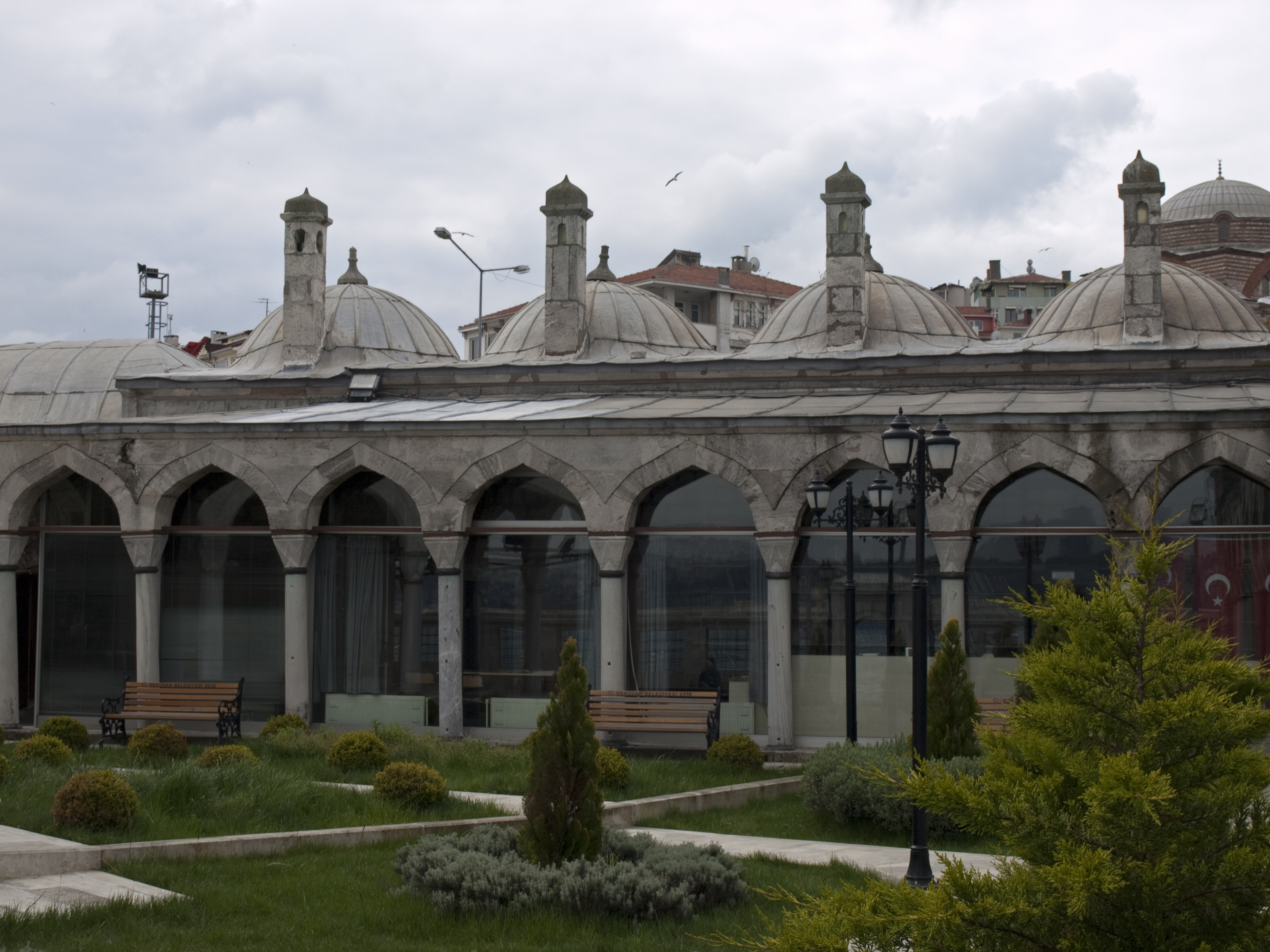
Die Medrese

Die Şemsi-Pascha-Moschee (türkisch Şemsi Paşa Camii) ist eine Moschee in Istanbul. Sie wurde während der Zeit des Osmanischen Reiches von dem Hofarchitekten Sinan erbaut.

## Lage
Die Moschee liegt am asiatischen Ufer des Bosporus im Istanbuler Stadtbezirk Üsküdar am Fährhafen. 

## Geschichte
Bauherr Şemsi Pascha war Sohn einer osmanischen Prinzessin und des Sandschak-Bey von Bolu. Nach dem Tod des Vaters wuchs Şemsi im Palast auf. Er war Falkner des Sultans, Leiter der Jagd und Agha der Kavallerietruppen. In dieser Zeit wurde er auch enger Vertrauter des Herrschers. In den 1550er und 1560er Jahren war er Beylerbey der Provinzen Damaskus, Anatolien und Rumelien. In den 1570er Jahren ging Şemsi Pascha in den Ruhestand, den er wie viele Würdenträger in Üsküdar verbrachte, wo er auch schon zuvor gelebt hatte. Hier bewohnte er einen kleinen Palast, der am gegenüberliegenden Ufer des Topkapı-Palasts lag.
Die Moschee wurde wohl 1579 von dem osmanischen Hofarchitekten Sinan geplant. Eine Inschrift an der Moschee gibt als Fertigstellungsdatum das muslimische Jahr 988 (1580/81) an.  Zum Moscheenkomplex gehören auch eine Medrese mit Hadithenschule (Dârülhadis) und die Türbe des Stifters.
Nachdem der Komplex lange vernachlässigt wurde und Portikus, Minarett und Umfassungsmauern eingestürzt waren, wurde der Komplex in den Jahren 1938 bis 1940 unter dem Architekten Süreyya Yücel restauriert. Die Medrese wurde mit geringen Veränderungen 1953 zur Bibliothek ausgebaut.

## Architektur
Der Moscheekomplex liegt direkt am Ufer des Bosporus. Die rechteckige Moschee mit Kuppel steht leicht schräg zur Küstenlinie, wobei das angrenzende Mausoleum des Stifters direkt hinten an die Moschee angebaut wurde. Der Innenhof mit Garten  wird auf zwei Seiten von einer L-förmigen Medrese gesäumt. Auf der dritten Seite begrenzt die Moschee den Hof und zum Ufer hin eine Mauer. Die Umfassungsmauern besitzen zwei Tore: eines im Norden und eines im Westen zum Ufer des Bosporus. Im Norden des Gartens befindet sich ein kleiner Friedhof, auf dem die Nachkommen des Paschas bestattet wurden.
Die Moschee mit annähernd quadratischem Grundriss besitzt im Nordwesten und Südwesten einen Portikus und auch der Medrese ist eine Arkade vorgelagert, die allerdings etwas kleiner und geschlossener ist als der Portikus der Moschee. Portikus und Arkade sind von einem Holzdach gedeckt. Schmale Rundsäulen mit Rautenkapitellen tragen die Kielbögen. Über der Nordwestecke der Moschee erhebt sich ein einzelnes Minarett mit umlaufendem Balkon. Der Eingang der Moschee sitzt als Marmorportal in der nordwestlichen Wand. Die Gebetshalle wird von einer Kuppel mit rund 8,2 Metern Durchmesser gekrönt. Der Übergang zur Kuppel wird von vier Trompen in einem oktogonalen Tambour mit vier Rundbogenfenstern gesetzt. Die Gebetshalle besitzt neun Flügelfenster – zwei auf jeder Seite und ein drittes in der Südwestwand. Jeder Flügel wird von einem Bogenfenster mit andersfarbigem Glas gekrönt, außerdem sitzt ein kreisförmiges Fenster über der Mihrāb. Die marmorne Mihrāb besitzt einen Muqarnas-Baldachin. Muqarnas-Schnitzereien wurden auch verwendet, um die Trompen-Bögen hervorzuheben. Die hölzerne Minbar ist ein moderner Ersatz.
Die Türbe des Şemsi Ahmed ist mit dem Hauptgebäude verbunden und im Inneren durch ein Bronzegitter getrennt. Der Raum wird von einem Spiegelgewölbe überspannt. Es hat drei Flügelfenster, die dem Bosporus zugewandt sind, und darüber neun Fenster an drei Wänden, die mit farbigem Glas geschmückt sind.  Man betritt das Mausoleum von außen über die Nordwestseite. Die Dekoration im Inneren beschränkt sich auf die Stalaktitenschnitzereien am Portal und eine Bemalung des Spiegelgewölbes mit floralen und geometrischen Motiven. Obwohl die Inschrift des Portals verloren ging, blieben in der Gebetshalle Schrifttafeln über dem Torbogen erhalten. Türbe, Moschee und Medrese bestehen aus Werksteinen. Die Außenwände der Medrese wurden mit alternierenden Lagen von Werk- und roten Ziegelsteinen gemauert.
Die L-förmige Medrese hat zwölf Zellen mit Gewölben und ein großes Klassenzimmer. Dem Bau vorgelagert ist eine Arkade mit neunzehn Säulen. Das 14 Quadratmeter große, quadratische Klassenzimmer befindet sich in der Mitte des Westflügels und ragt über die Zellen hinaus. Es wird von einer Kuppel mit achteckigem Tambour überragt, die von Trompen getragen wird. An drei Wänden des Klassenzimmers befinden sich sechs Fenster, an der westlichen Wand befinden sich ein Ofen und zwei Regalnischen. Jede Wohnzelle hat zwei Fenster, einen Ofen und eine oder zwei Regalnischen. Die Arkaden wurde während der Restaurierung im Jahr 1940 vergrößert und die Medrese 1953 neu eingerichtet, um eine Bibliothek unterzubringen, in der das Klassenzimmer als Lesesaal genutzt wurde. Ein zusätzlicher Raum mit Abort ist am Ende des Südflügels angebaut.

## Galerie

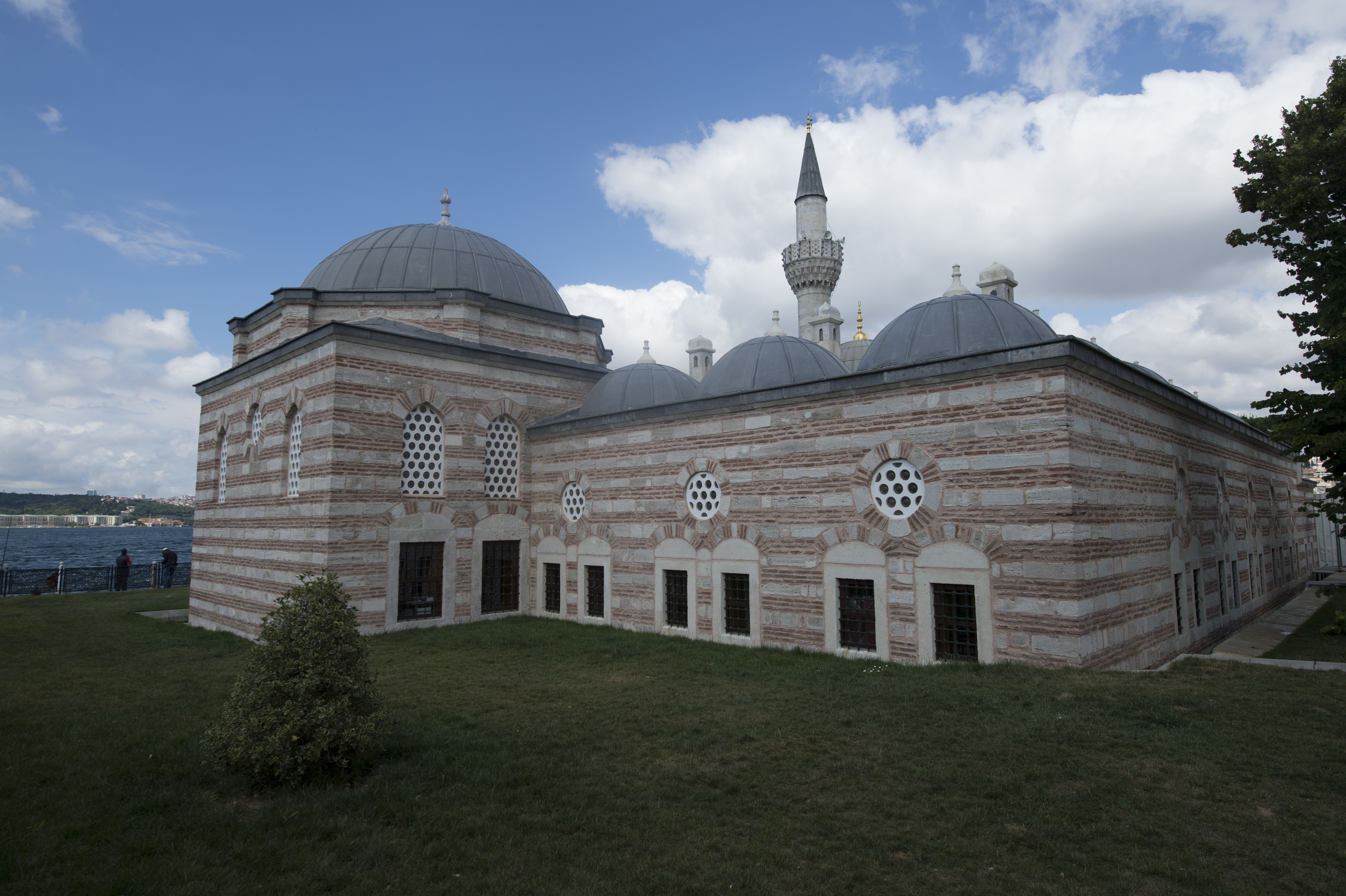
Medrese mit gebänderter Südwand
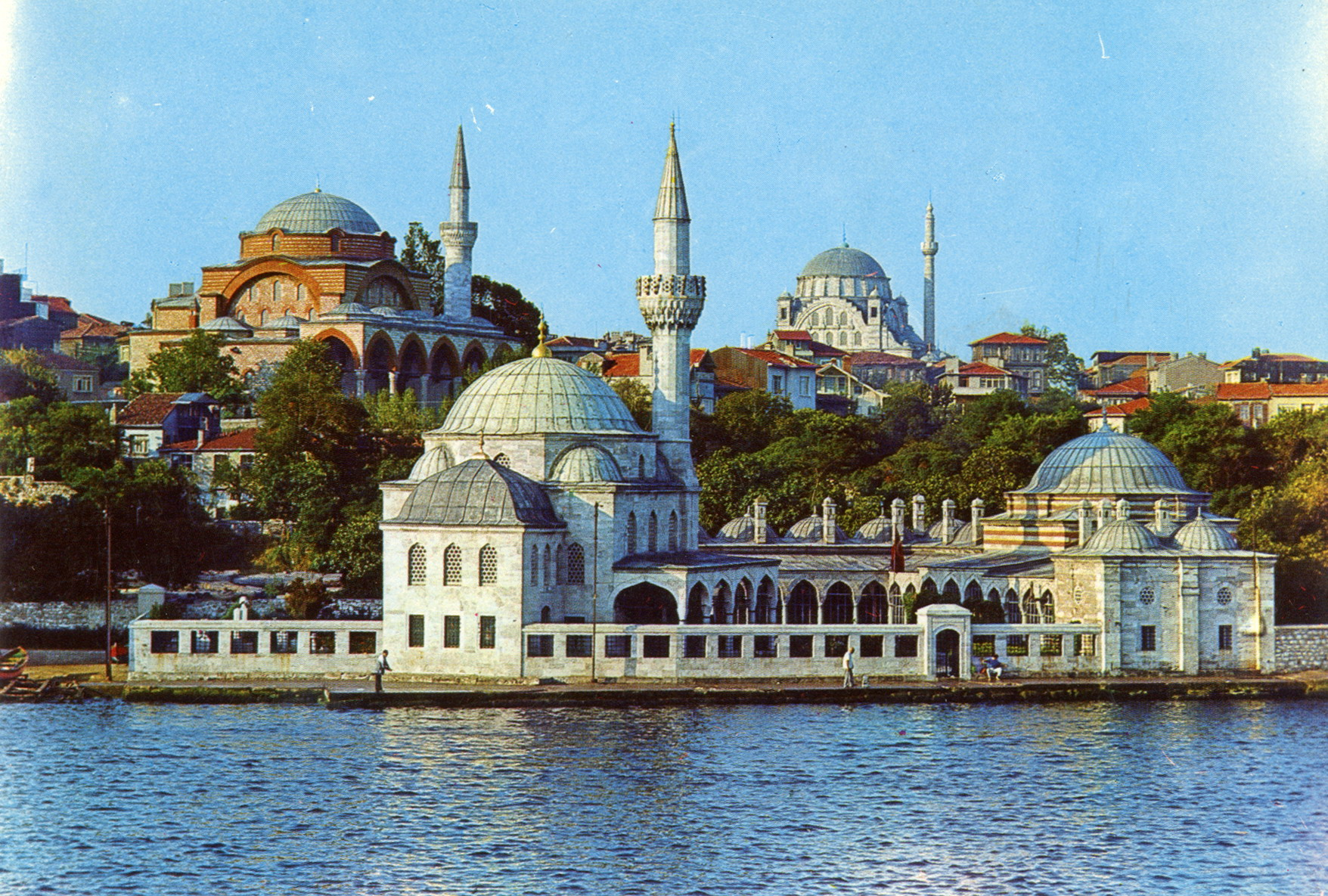
Die Şemsi-Pascha-Moschee vom Bosporus aus gesehen
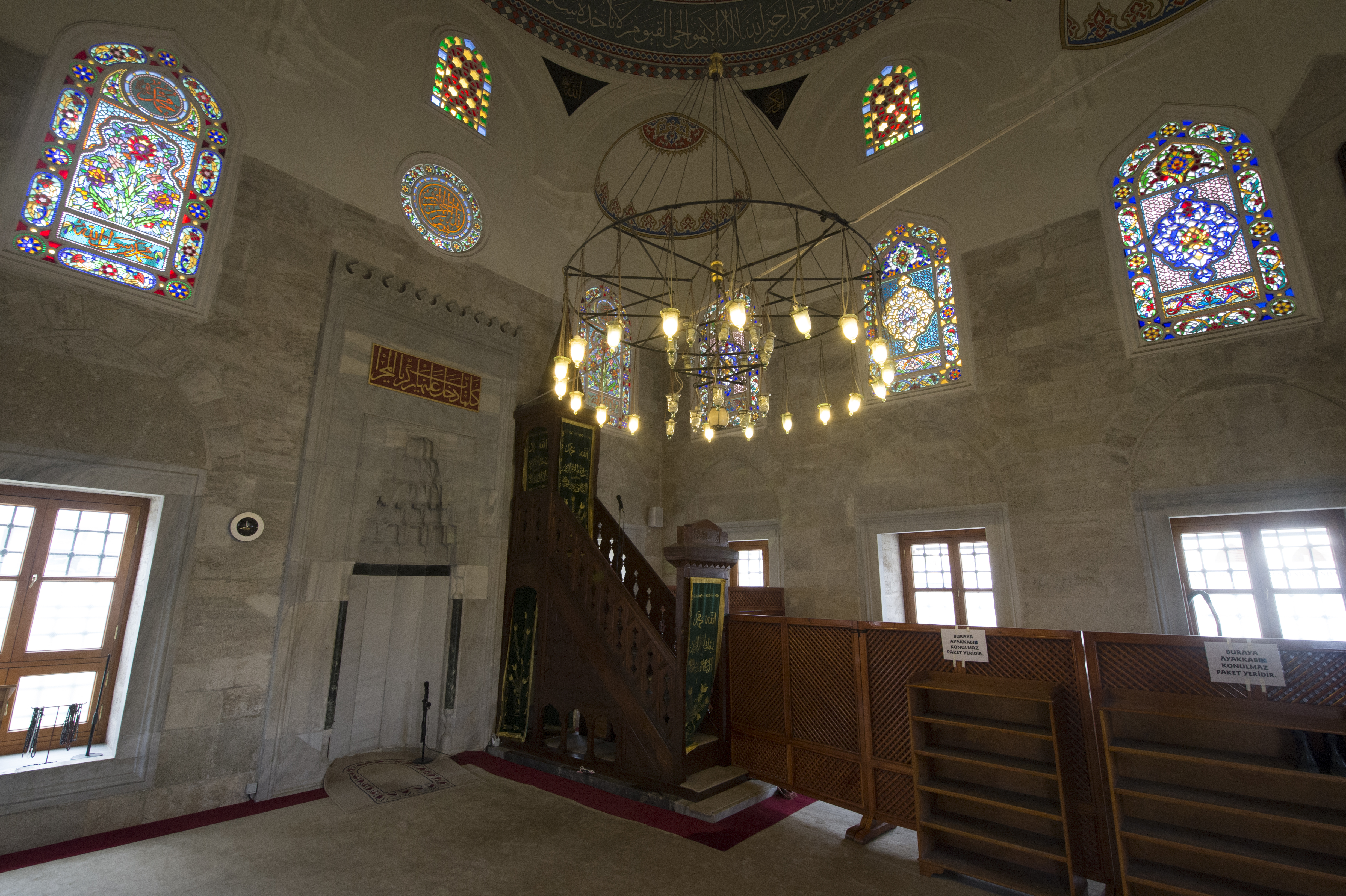
Gebetssaal der Moschee
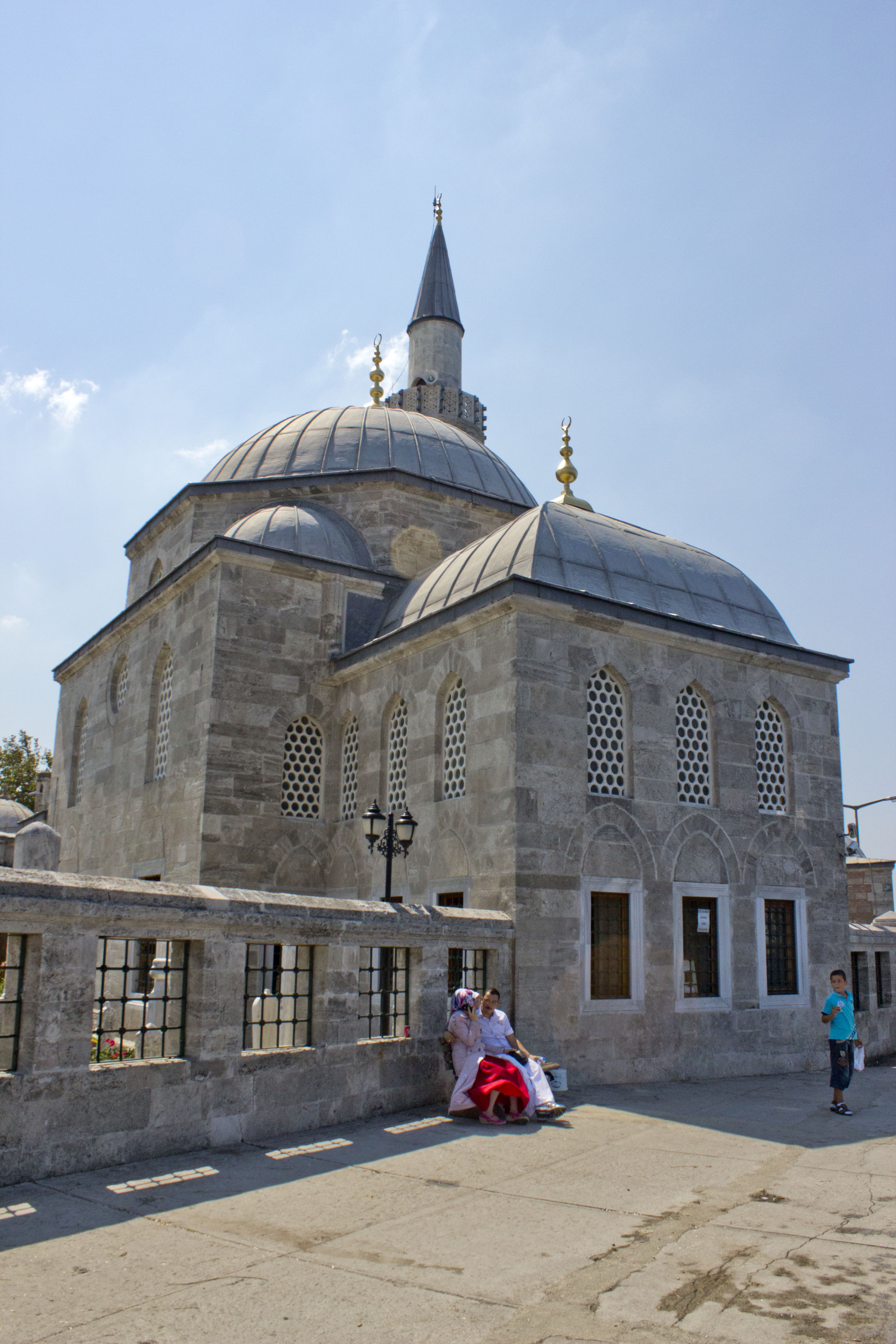
Türbe von außen
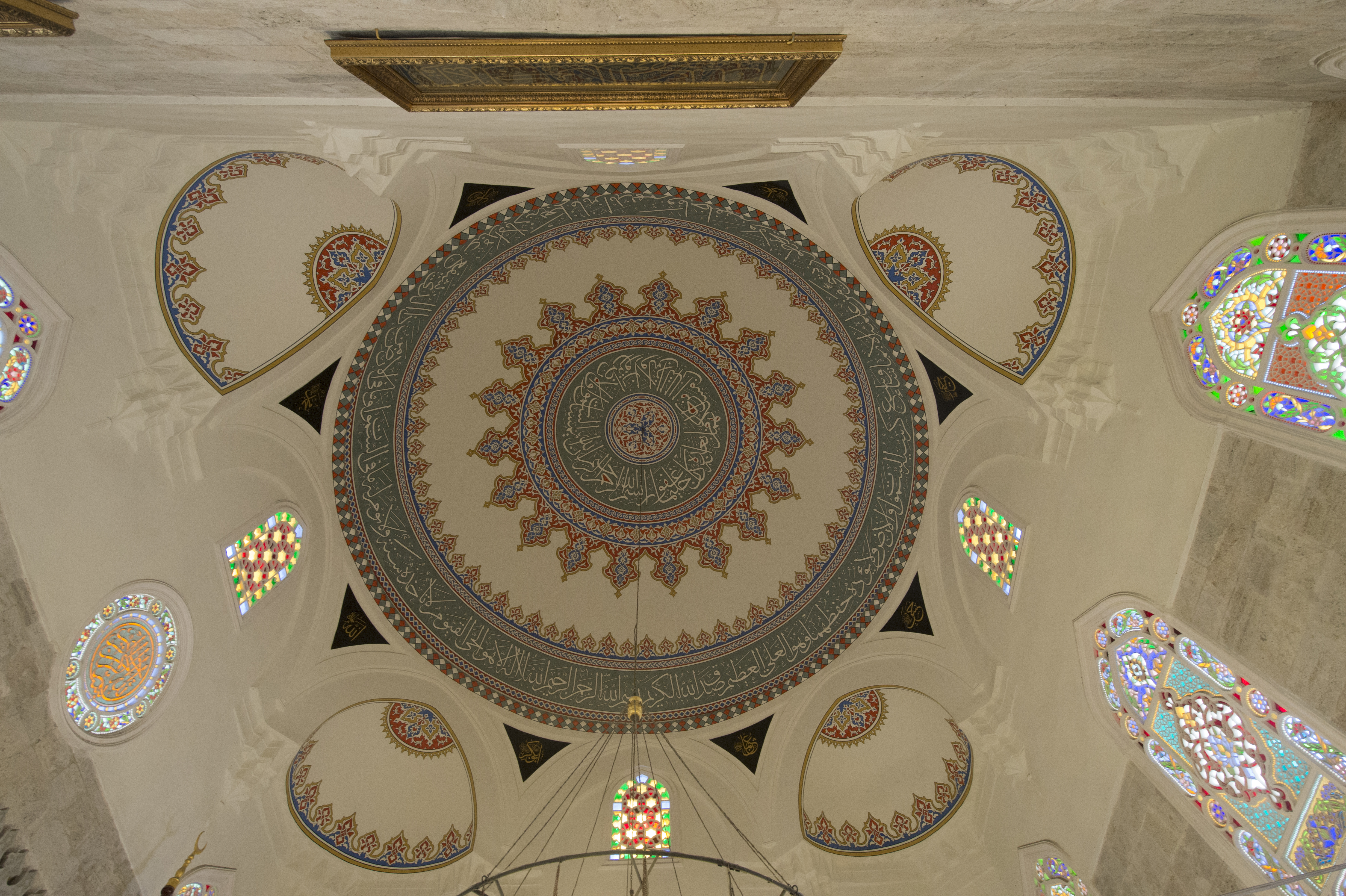
Zentrale Kuppel der Moschee mit Trompen und Fenstern im Tambour
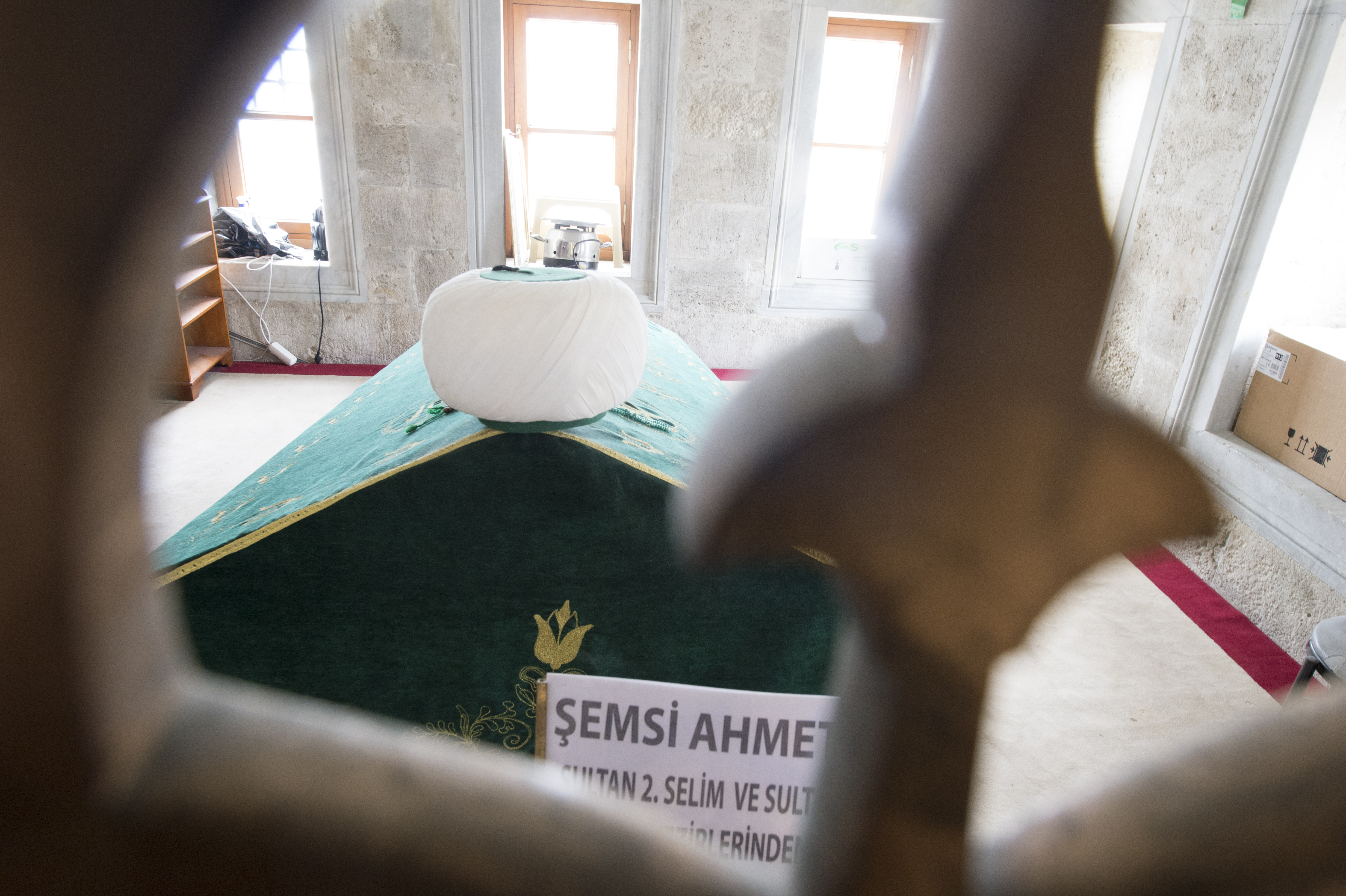
Türbe mit Sarkophag des Şemsi Ahmed Pascha